# Biografer i Göteborg

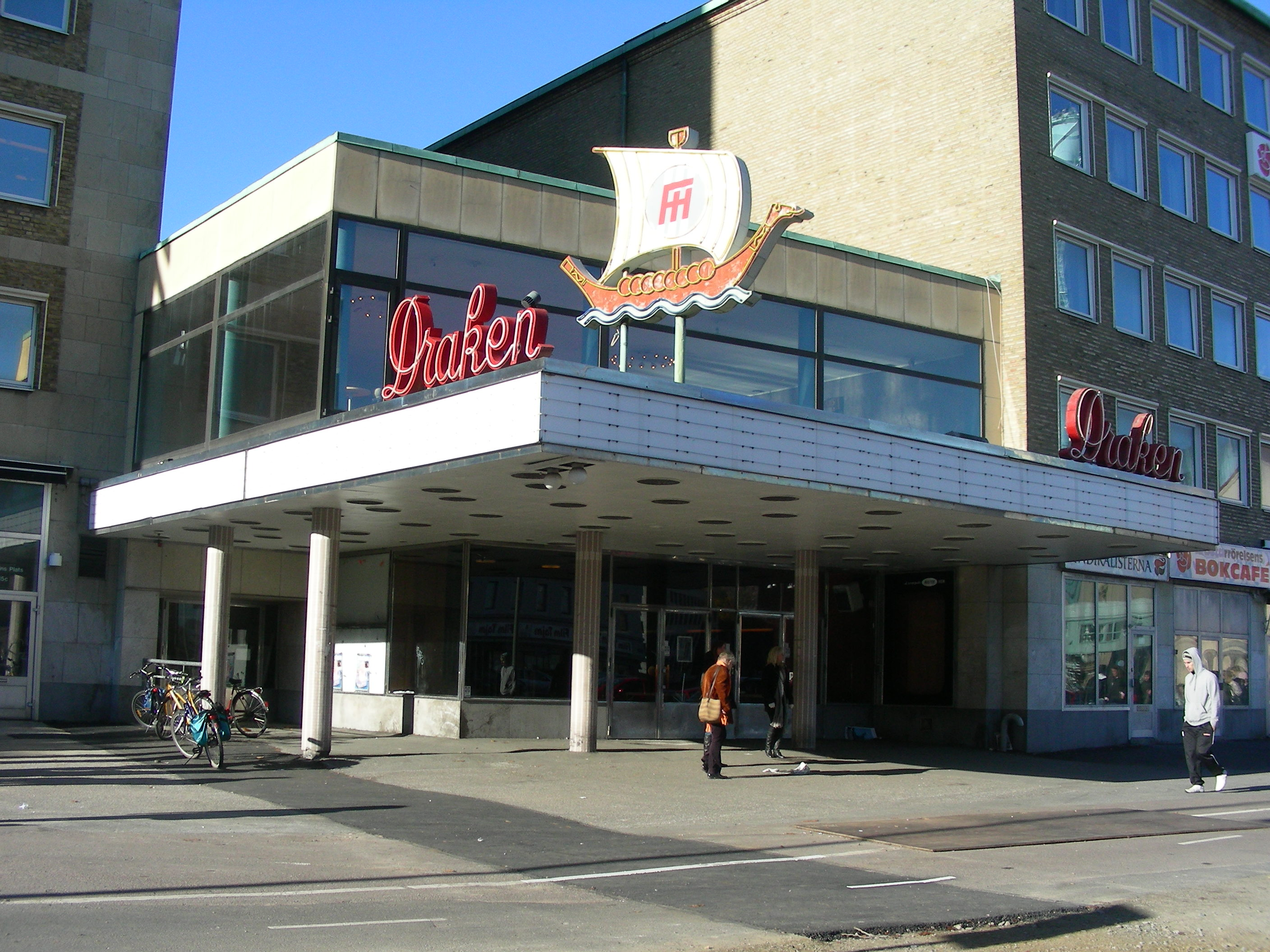
Biografen Draken vid Järntorget.

Biografer i Göteborg har funnits sedan 1902. Under början av 1900-talet öppnades ett stort antal biografsalonger. Under slutet av 1900-talet lades många biografer ned eller ersattes av multibiografer (biografer med en mängd olika salonger). Under 2010-talet finns multibiografer i centrala Göteborg samt ett antal kvarvarande singelbiografer. Dessutom finns biografverksamhet bland annat i de olika kulturhusen i Göteborgs förorter.

## Historia
27 juli 1902 öppnade Arkaden i en källarlokal i det nuvarande kvarteret Arkaden. Detta var Sveriges första permanenta biograf.
Redan i december 1896 hade dock de första filmvisningarna ägt rum på Valand, och under de kommande åren skedde ett antal filmvisningar i olika lokaler i Göteborgstrakten. Vid den första filmvisningen inleddes programmet av kortfilmen Ett järnvägståg anländer till stationen ("Arrivée d'un train – gare de Vincennes" eller "Gare de Joinville"). Enligt rapporter blåste biomaskinist Rehn i en signalpipa när tåget närmade sig, varvid åskådarna antingen hukade sig i bänkraderna eller störtade iväg i panik.

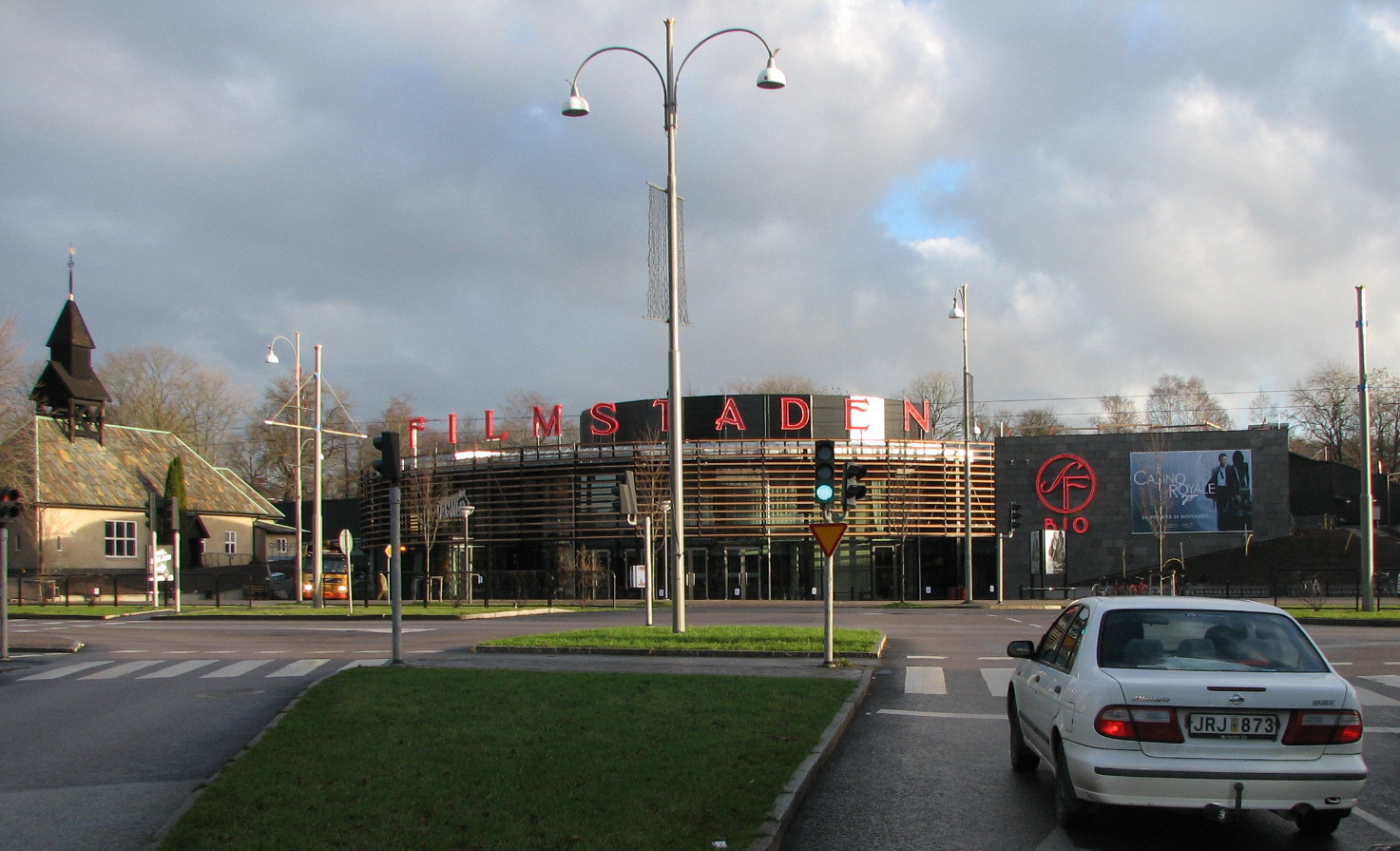
Filmstaden Bergakungen på Skånegatan.

## Samtida biografer
Med biografer i det här sammanhanget avses fasta och tillfälliga lokaler som har utrustning att visa film enligt biografstandard på 35 mm film, 70 mm film eller DCP. Alternativt att lokalen har använts för visning med ett annat format men ingått i ett sammanhang där majoriteten av filmerna har visats på något av de tidigare nämnda formaten (t.ex. som en del av Göteborg Film Festival).

### Föreställningar dagligen
- Bergakungen, Filmstaden, Skånegatan 16
- Biopalatset, Filmstaden, Kungstorget 3
- Capitol, Skanstorget 1
- Hagabion, Folkets Bio Göteborg, Linnégatan 21
- Roy, Folkets Hus och Parker, Kungsportsavenyen 45
- Göta, Filmstaden, Götaplatsen 9

### Föreställningar mer sällan
- Bio Aftonstjärnan, Folkets Bio Göteborg, Plåtslagaregatan 2
- Angereds Bio, Folkets Bio Göteborg, Blå stället, Angereds torg 13
- Draken, Heurlins plats 15
- Chalmersbion, Chalmers kårhus, Chalmersplatsen 1
- Frölundabion, Folkets Bio Frölunda, Frölunda Kulturhus, Frölunda torg 5A
- Vingen, Vingens kulturhus, Amhults torg 7

### Tillfälliga biografer
- Artisten, Sjöströmsalen, Artisten, Fågelsången 1
- Asperö, Asperösalen, Folkets Hus, Olof Palmes plats 2
- Atalante, Övre Husargatan 1
- Chalmers 2, Palmstedtsalen, Chalmers kårhus, Chalmersplatsen 1
- Folkan, Röda Scenen, Folkteatern, Olof Palmes plats 4
- Hagateatern, Södra Allégatan 2
- Handels, Malmstensalen, Handelshögskolan, Vasagatan 1
- Kåren, Lingsalen, Studenternas Hus, Götabergsgatan 17
- Lorensberg, Lorensbergsteatern, Karl Gerhards plats 1
- Konserthuset, Stora salen, Göteborgs konserthus, Götaplatsen 8
- Pedagogen, Kjell Härnqvistsalen, Pedagogen, Västra hamngatan 25
- Pustervik, Järntorgsgatan 14
- Scandinavium, Valhallagatan 1
- Stadsbiblioteket, Hörsalen, Götaplatsen 3
- Stadsmuseet, Wallenbergssalen, Göteborgs stadsmuseum, Norra Hamngatan 12
- Stenhammarsalen, Göteborgs konserthus, Götaplatsen 8
- Stora Teatern, Kungsparken 1
- Valand, Bio Valand, HDK-Valand, Storgatan 43
- Volvohallen, Gunnar Engellaus väg 2

## Nedlagda biografer i Göteborg

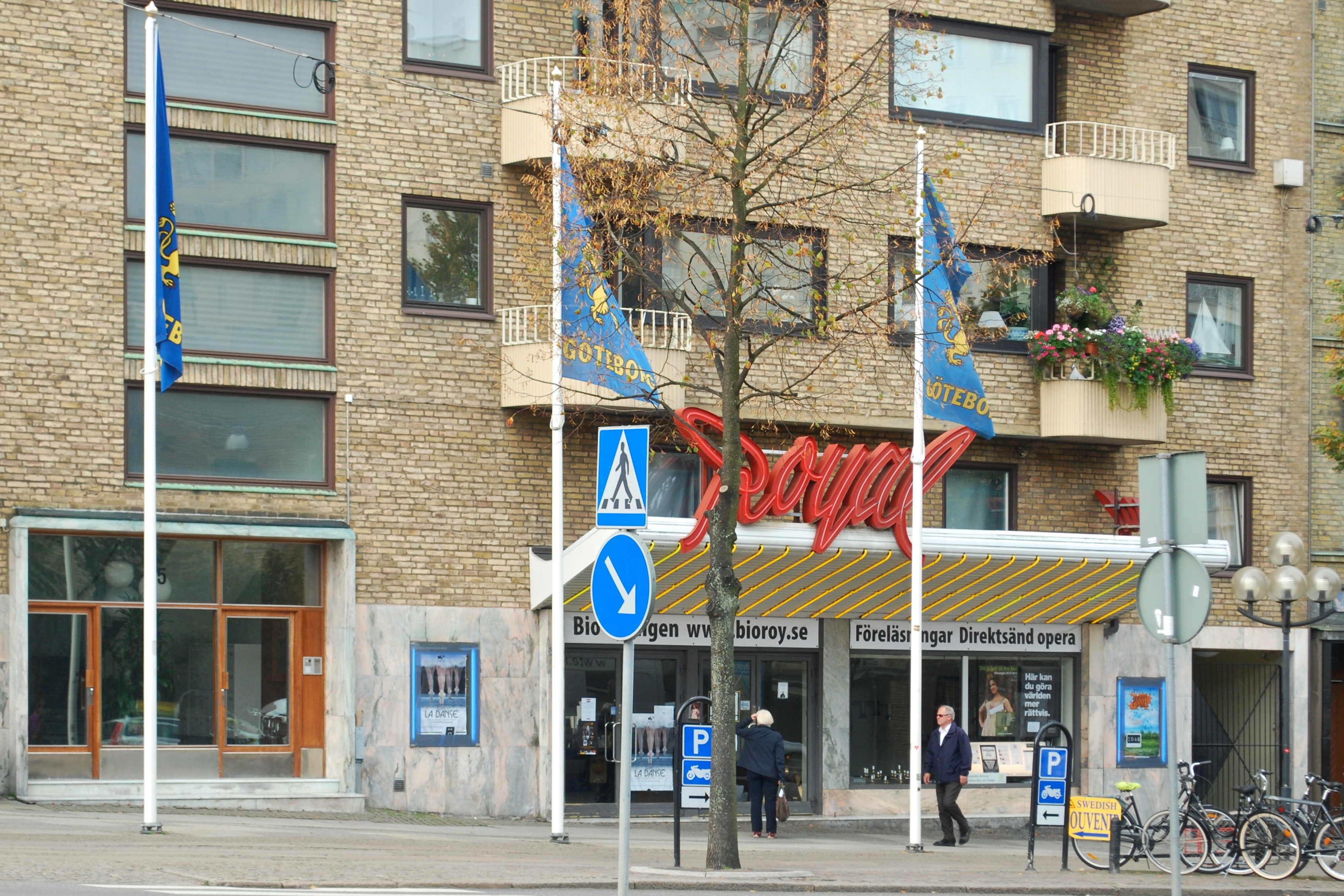
Före detta Royal i september 2010.

- Alhambra – 16 september 1904–1917 – tidigare namn: Arkaden. Ägd av F W Edholm. Upphörde vid dennes död 1917.
- Allé-biografen, Norra Allégatan 6 – 11/3 1916 – 15/1 1922. Ägare var Gustaf Smith senare namn: Folkbildningsbion
- Annedals-Biografen, Övre Husargatan 16 – 15/2 – åtminstone november 1907
- Apollo, Torggatan 19 – 26/11 1904–1905/06 – 8/12 1907 – 16/8 1908 – det har varit omöjligt att fastställa under vilken av de två perioderna som denna biograf hette Nordstadens Kinematograf respektive Apollo - egentligen rör det sig om två biografer eftersom huset revs och ett nytt kom i dess ställe under mellanperioden – senare namn: Biograph-Teatern
- Arkadens Kinematograf, Arkaden – 27 juli 1902–16 september 1904, då den döptes om till Alhambra (Sveriges första permanenta biograf).
- Aveny, Kungsportsavenyn 25 – 13/12 1939 – 5/5 1997 (senare klädkedjan Lindex).
- Backa Bio /Tingstad Folkets Hus, Backavägen 75 – 1928–1938. Ägare var Eric Hellgren.
- Backa Folkets Hus Bio, Granåsgatan 2
- Biografen Ordenssalen, Göteborgs Örlogsstation, 200, senare 230 platser – 1947–1958
- Biografteatern, Sveagatan 25 – 26/11 1904 – 16/8 1908
- Biografteatern, Torggatan 19 – 16/8 1908 - senast februari 1913 – tidigare namn: Apollo-Biografen – senare namn: Star
- Biophonteatern, Östra Hamngatan 41 – 16/9 1905 – ?30/9 1906

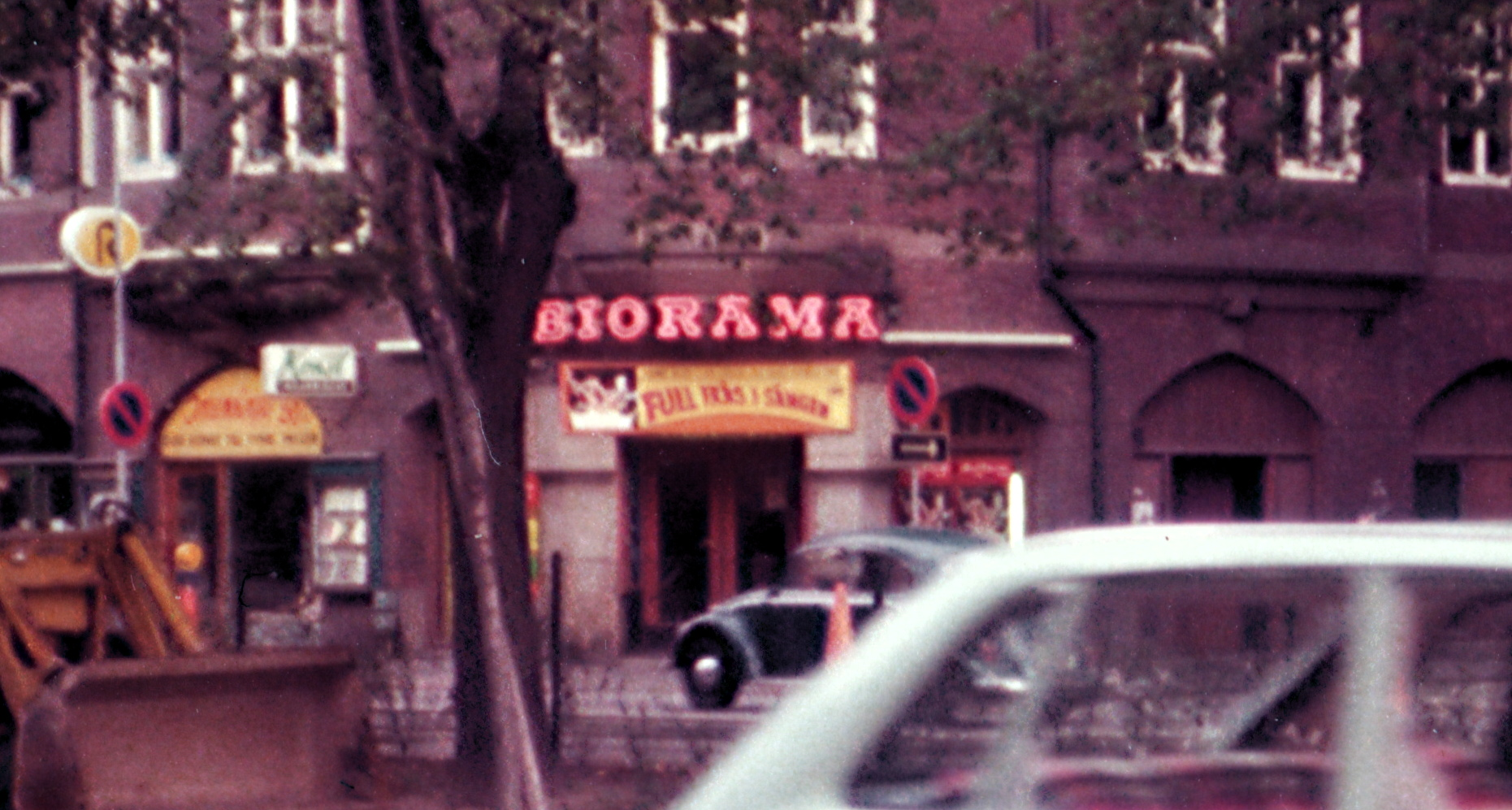
Biorama cirka 1985, då man var en porrbiograf.

- Biorama, Södra Allégatan 2A – 15/9 1911 – hösten 1989
- Boulevard, Östra Hamngatan 35 – 14/10 1941 – 31/12 1967 – tidigare namn: Roxy
- Capitol, Skanstorget 1 – 21/11 1941 – /6 1973,  nytt namn: Nya Boulevard
- Carolus, Kungsgatan 7B – 2/12 1935 – 29/7 1973 – senare namn: Star
- Cinema, Östra Hamngatan 37 – 15/8 1968 – 29/3 1987 – tidigare namn: Plaza
- Cirkus-Biografen, Cirkusbyggnaden, Lorensbergsparken, 5/12 1912 under en kort period; 29/8–14/9, 1/12–7/12 1913; 26/12 1923 – 3/2 1924 – tidigare namn: Världsteatern
- Colosseum, Första Långgatan 7 – 11/10 1903 – 30/9 1906. Drevs av Alfred P. Nordenstam.
- Cosmorama, Östra Hamngatan 48 - 2/9 1908 – 13/3 1914; Östra Hamngatan 46-48 12/1 1915 – 28/7 1988 (idag Lagerhaus).
- Downtown /Filmstaden /Filmstaden Downtown /Filmstaden Göteborg, Kungsgatan 35 – 19/12 1984-2007.
- Eldorado, Stigbergs trappor, Stigbergsliden 20 – 6/2 1904–1905
- Facklan, Kungsgatan 15 – 20/8 1944 – 8/6 1961 – tidigare namn: Intima-Biografen
- Favorit, Kungsgatan 23 – 18/10 1907–1911
- Fenix, Andra Långgatan 6 – 10/1 1916 – 30/10 1922
- Flamman, Redbergsvägen 19 – 14/10 1935 – 31/12 1982
- Folkbildningsbion, Norra Allégatan 6 19/2 1923 – ? – tidigare namn: Allébiografen
- Folkbiografen, Arbetareföreningens B-sal, Järntorget/Södra Allégatan 1 – 2/9 1911–1920-talet; hette även Nya Folkbiografen under en period
- Forum, Kortedala Torg – 10/10 1959 – 30/12 1965
- Fyren, Stigbergstorget 2 – 25/1 1943 – 21/12 1985 (I dag Bengans)
- Fågel Blå, Övre Husargatan 11B – 22/2 1905 – en säsong
- Gnistan, Kvilletorget – 25/2 1938 – 5/5 1968
- Grand Kinematograf, Östra Hamngatan 52 – 23/5 1904–1910
- Gårda Kinematograf, Stampgatan 64 – 2/12 1904–190?
- Göteborgs Kinematograf, Kungsgatan 15 – 9/9 1905–1918 – senare namn: Intima-Biografen
- Haga Kinematograf, Södra Allégatan 5 – 26/11 1904–1911
- Hagabion, Skolgatan 26 – 8/10 1974 – hösten 1982
- Hammarkullens Folkets Hus Bio, Hammarkulletorget 62B
- Ideal, Andra Långgatan 57 (Johannesplatsen) – 16/12 1904 – 24/1 1908
- Intima Biografen, Kungsgatan 15 – 13/11 1918 – 20/5 1922, 10/9 1926–1944 – tidigare namn: Göteborgs Kinematograf – senare namn: Facklan
- IOGT-Biografen, Övre Majorsgatans trappor – 1910?–1911/12
- Järntorgsbiografen, Järntorget – 11/2 1922 – 28/1 1923 – senare namn: Rialto
- Kaparen, Stigbergstorget – 24/2 1940 – 30/9 1982
- KFUM, Parkgatan 11 – 1929–1947
- Klappan, Sveaplan – 24/8 1984 – 20/5 1993[4] – senare namn: Svea
- Konserthus-Teatern, Heden - 1/9-30/11 1927
- Kronan, Kungsgatan 31–33 – 5/12 1906–1963, 1971 – 18/9 1986 – se även Smultronstället
- Kungl. Göta Flygflottiljs Biograf, Säve, 300 platser, senare 200 – 1949–1954
- Lill-Göta – se Göta
- Lilla Palladium – se Palladium
- Lillan, Kyrkogatan 19 – 17/8 1935 – 15/5 1960
- Lindholmens Biograf, Aftonstjärnans hus, Lindholmen – 1915–1943 – senare namn: Stjärnan
- Lorensbergs-Bio, Lorensbergsparken – 19/9 1934 – 13/9 1987
- Lunda Bio, Lundgatan 8 – 1934–?1936
- Lundby Bio, Jägaregatan 6 – 5/11 1932 – 27/3 1960
- Lv6 Bio, Kungl. Göteborgs Luftvärnskår, 200-210 platser – 1949–1958
- Majornas Biografteater, Stigbergstorget 8 – 28/11 1916 – 24/10 1937 – tidigare namn: Maxim-Biografen
- Majornas Kinematograf, Stigbergsgatan 9 – 5/1 1905–1906
- Maxim-Biografen, Stigbergstorget 8 – 30/11 1915 – 27/11 1916 – senare namn: Majornas Biografteater
- Maxxima, Liseberg, ? – 2012
- Maxim-Teatern/Maxim, Östra Hamngatan 35 – 3/11 1916 – 20/9 1936 – senare namn: Roxy
- Metropol, Södra Allégatan 6 – 28/3 1914–1929 – senare namn: Röda Lyktan
- Mignon, Linnégatan 64 – 1/11 1941 – 12/1 1982
- Mitt-Göta – se Göta
- Neptun – se Fenix
- Nordstadens Kinematograf, Torggatan 19 – se Apollo
- Nya Boulevard, Skanstorget 1 – 13/8 1973 – våren 1988 – tidigare namn: Capitol – senare namn: Bio Capitol
- Nya Kinematografen, Östra Hamngatan 29 – 11/5–19/6 1904 – senare namn: Stjernan/Stjärnan
- Nya teatern, Järntorget – 4/9 1925 – 27/2 1955
- Nya Vintertivoliet – se Colosseum
- Nöjespalatset, Kungsgatan 19
- Oden-Biografen, Långedragsvägen 23 – /9 1919 – 8/2 1926
- Odéon-Teatern, Drottninggatan 45-47 – 4/1 1919 – 6/3 1962
- Olskrokens Kinematograf, Borgaregatan 20 – 21/1–30/11 1905
- Olympia, Arkaden – 9/1 1904 – senast början av 1915
- Olympia, Långedragsvägen 22 – 19/8 1929 – 31/1 1971 (I dag: Nöjds Konditori)
- Oriental Kinematograf, Torghallen, Kungstorget 7 – 16/1 1904 – våren 1906
- Palladium, Lilla Nygatan 2/Kungsportsplatsen, 14/8 1919 – 17/2 2008 (+Lilla Palladium 21/8 1975 – 5/12 1996)
- Pariser-Biograf-Teatern, Viktoriagatan 2A – 17/10 1906 – minst sommaren 1907
- Phœnix, se Fenix
- Plaza, Östra Hamngatan 37 – 3/9 1941–1968 – tidigare namn: Scala – senare namn: Cinema
- Pornorama, Södra Larmgatan 3 – 1974 – /1 1979
- Prisma, Järntorget – 3/9 1969 – 27/5 1989 – tidigare namn: Rialto (Därefter: Pusterviksteatern)
- Quo Vadis , Redbergsvägen 14 – 25/3 1918–1921 – senare namn: Östra Bio
- Redbergsgården, Danska vägen 110 – 30/10 1943 – 25/4 1971
- Regementsbiografen, Kungl. Älvsborgs Kustartilleriregemente, 400 platser – 1949–1958
- Regementsbiografen A2, Kungl. Göta Artilleriregemente, 306 platser – 1944/5–1958
- Rex, Backavägen 75 – 13/9 1940 – 8/6 1958 – senare namn: Backa Bio
- Rex, Brahegatan 11 – 21/9 1959 – 13/5 1973
- Rialto, Järntorget, – 4/2 1923–1969 – tidigare namn: Järntorgsbiografen – senare namn: Prisma
- Rio, Landsvägsgatan 36 – 2/3 1940 – 24/10 1984
- Roxy, Östra Hamngatan 35 – 14/10 1936 – 30/9 1941 – tidigare namn: Maxim-Teatern – senare namn: Boulevard
- Roxy, Kyrkbytorget – 15/11 1956 – 28/3 1965
- Royal, Kungsportsavenyn 45 – 20/4 1940 – /5 2007 (Öppnat igen under namnet Roy)
- Röda lyktan, Södra Allégatan 6 – 12/10 1929 – 1/1 1960 – tidigare namn: Metropol
- Röda sten, Mariaplan – 27/8 1934 – 31/5 1963
- Saga, Sofiagatan 2 – 14/3 1942 – 24/5 1964
- Sandrew I-III, Nordstan – 16/12 1972-1986 – senare namn Sandrew Nordstan
- Sandrew Nordstan, Nordstan – 16/5 1986–1995 – tidigare namn: Sandrew I-III
- Scala, Östra Hamngatan 37 – 1/1 1922 – 1/7 1941 – senare namn: Plaza
- Sexografen /Bio Galax, Andra Långgatan 53 – /10 1968–1986
- Skansen, Övre Husargatan 1 – 3/12 1936 – /5 1986 (Idag Atalante)
- Smultronstället, Kungsgatan 31-33 – 4/11 1963–1971 – tidigare/senare namn: Kronan
- Spegeln, Kungsportsavenyn 14 – 26/4 1940 – 11/12 1989 (I dag Burger King)
- Stjernan /Stjärnan, Östra Hamngatan 29 – 20/6 1904 – cirka 1911 – tidigare namn: Nya Kinematografen
- Stjärnan, Aftonstjärnans hus, Lindholmen – 25/9 1943 – 19/4 1954 – tidigare namn: Lindholmens Biograf – senare namn: Aftonstjärnan
- Star, Torggatan 19 – 4/12 1913–1916 – tidigare namn: Biograph-Teatern
- Star, Kungsgatan 7B – 29/7 1973 – 9/6 1985 – tidigare namn: Carolus
- Stora Biografen, Södra Allégatan 7 – 6/5 1905 – 15/2 1922
- Svea, Sveaplan – 11/11 1994–2008 – tidigare namn: Klappan
- Svea, Hvitfeldtsplatsen 1B – 28/9 1909 – 29/3 1953
- Vasa-Teatern /Wasateatern
- Victoria, Kungsgatan 46 – 26/12 1914 – 2/6 2002 (Senare klädbutik Victoria Arena/Weekdays.)
- Vingen, Gamla Björlandavägen 145 – 19/12 1957 – 2/1 1962
- Världsteatern, Cirkusbyggnaden, Lorensbergsparken – 15/2 1911 till slutet av året? – senare namn: Cirkus-Biografen
- Wasa-Teatern, Viktoriagatan 2A – 19/11 1920 – 9/1 1922
- Östra bio, Redbergsvägen 14 – 5/9 1921 – 16/6 1963 – tidigare namn: Quo Vadis

### Nedlagda biografer i Storgöteborg
- Folkets Hus Bio, Sävedalen – 235 platser, föreståndare: A. J. Andersson
- Grand, Mölndal – 1941–1944
- Göta Lejon, Särö – 150 platser, ägare Harry Keiller, Bolinders Fabriks AB
- Hönö-Biografen, klass III (dvs 4–7 visningar per vecka), 300 platser, ägare Åke och Yngve Berggren (1959–1966)
- Knippla-Biografen, 180 platser, ägare: Knippla Idrottsklubb, föreståndare Manne Torgersson (från slutet av 30-talet till 1966)
- Krokslättsbiografen, Dalhemsg 10, Mölndal – 1943–19??
- Lerums Biograf, 1928–1966, ägare Gunnar Svenningsson
- Lorrybiografen,  Gamla Torget, Mölndal – 1938–1943
- Maxim, 19 biografer med samma namn och ägare, Erik Egnell, från 110 till 230 platser i bland annat Bollebygd, Hindås, Härryda, Klädesholmen, Knippla, Landvetter, Partille, Styrsö, Särö och Ucklum
- Mölndals Biografteater, i Mölndals gamla stadshus, Kvarnbygatan 43. 1914–1928. Ägare var John Carlström och Eric Nyström.[5]
- Mölnlycke Bio, 262 platser, ägare Ekon. Föreningen Kino upa
- Ritz, Hemvärnsgården, Styrsö – 100 platser, ägare Walter Larsson
- Röda Kvarn, Kvarnbyg, Mölndal - 1931–1943
- Saga, Göteborgsvägen i Sävedalen. Öppnade 26 december 1939 och stängde 1 april 1962. Ägare var K.G. Bengtsson, Paul Lindberg och Arvid Holm.[6]
- Saga, 8 biografer med samma namn och ägare, Paul Borgqvist, från 100 till 190 platser i bland annat Hindås, Landvetter, Lödöse och Sollebrunn
- Göta Lejon, 16 biografer med samma namn och ägare, Torsten Björnberg, från 125 till 270 platser i bland annat Henån, Kungälvs Ytterby, Landvetter, Lindome och Tanumshede